# Achilles d’Orville

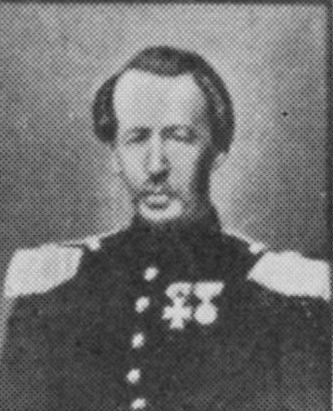
Achilles d’Orville

Achilles d’Orville (* 5. April 1794 in Offenbach am Main; † 1870) war ein kurhessischer Oberst und Kriegsminister.

## Leben
Achilles d’Orville stand seit 1816 im kurhessischen Militärdienst. Er war seit 1836 Kommandeur des kurhessischen Schützenbataillons und Oberst. 1848/49 wurde er als kurhessischer Kriegsminister berufen. 1850 war er am Widerstand der Offiziere im kurhessischen Verfassungskampf zentral beteiligt und wurde 1851 zu fünf Jahren Festungshaft verurteilt, aus der er aber bereits 1852 entlassen wurde.
Achilles Arnaud d’Orville war mit Amalie Juliane von Meyerfeld (1803–1871), Tochter des Kurhessischen Staatsministers Wilhelm August von Meyerfeld verheiratet.

## Weblink
- Orville, Achilles Arnold d'. Hessische Biografie. (Stand: 20. September 2024). In: Landesgeschichtliches Informationssystem Hessen (LAGIS).

| Personendaten    | Personendaten                                   |
| ---------------- | ----------------------------------------------- |
| NAME             | d’Orville, Achilles                             |
| ALTERNATIVNAMEN  | d’Orville, Achilles Arnaud (vollständiger Name) |
| KURZBESCHREIBUNG | kurhessischer Oberst und Kriegsminister         |
| GEBURTSDATUM     | 5. April 1794                                   |
| GEBURTSORT       | Offenbach am Main                               |
| STERBEDATUM      | 1870                                            |